# PirateBrowser
PirateBrowser — интернет-браузер от The Pirate Bay, используется для обхода интернет-цензуры. Был выпущен 10 августа 2013 года к десятой годовщине The Pirate Bay. Представляет собой комплект из Firefox Portable и клиента Tor c Vidalia и конфигурацией прокси для ускорения загрузки. К октябрю 2013 года был скачан более миллиона раз. Стабильная версия — 0.6b.
Браузер обходит блокировку веб-сайта The Pirate Bay в Бельгии, Дании, Финляндии, Иране, Ирландии, Италии, Северной Корее и Великобритании. Так же это позволяет пользователям получить доступ к некоторым другим веб-сайтам, к которым доступ запрещён. 
PirateBrowser предназначен исключительно в качестве инструмента для обхода блокировки сайтов и в отличие от Tor-браузера не обеспечивает анонимности пользователям. По мнению одного из московских юристов, не подкреплённому какими-либо аргументами, «использование „пиратского браузера“ в России полностью законно».